# Gniew (książę obodrzycki)
Gniew – książę obodrycki panujący w pierwszej połowie XI wieku. Zasięg jego władztwa jest nieznany, przypuszczalnie panował w Wagrii. 
Wzmiankowany w kronice Adama z Bremy w kontekście wydarzeń rozgrywających się w latach 1029-1045, jako jeden z książąt obodryckich, współrządzący z Uniedrogiem, Utonem i Raciborem. Był poganinem. W 1036 roku wraz z Uniedrogiem i Raciborem złożył w Hamburgu hołd lenny księciu Saksonii, Bernardowi. Jego imię, zapisane w źródłach w formie Gneus, rekonstruuje się jako *Gniewosz lub uznaje za skrót imienia Przybygniew. W tym drugim wypadku Gniew może być w rzeczywistości (według hipotezy Bernharda Schmeidlera) identyczny z Utonem-Przybygniewem, omyłkowo zdublowanym przez kronikarza.